# Arnette Hallman (1988)
Arnette Lamar Hallman Scharfhausen (Lisbona, 6 gennaio 1988) è un cestista portoghese con cittadinanza spagnola.
È il figlio di Arnette Hallman sr.

## Palmarès
- Campionati portoghesi: 3

Porto: 2015-16
Oliveirense: 2017-18
Benfica: 2021-22